# بوب فيشر (لاعب كرة قاعدة)
بوب فيشر (بالإنجليزية: Bob Fisher)‏ هو لاعب كرة قاعدة أمريكي، ولد في 3 نوفمبر 1886 في ناشفيل في الولايات المتحدة، وتوفي في 4 أغسطس 1963 في جاكسونفيل في الولايات المتحدة.

## وصلات خارجية
- بوب فيشر على موقعبيزبول رفرنس.كوم (الدوري الرئيسي) (الإنجليزية)
- بوب فيشر على موقعبيزبول رفرنس.كوم (الدوري الثانوي) (الإنجليزية)